# Le Livre de Boba Fett
The Bad Batch
Saison 2 de The Mandalorian Obi-Wan Kenobi
Le Livre de Boba Fett (The Book of Boba Fett), est une série télévisée américaine en prise de vues réelles dans l’univers de la saga Star Wars. Il s'agit à la fois d'un spin-off et d’une suite de la série télévisée The Mandalorian, cette fois centrée sur le chasseur de primes Boba Fett.
Temuera Morrison tient le rôle-titre alors que Ming-Na Wen reprend son rôle de Fennec Shand, qu'ils avaient tous deux incarné dans The Mandalorian. Le projet d'une fiction centrée sur Boba Fett avait un temps été annoncé sous la forme d'un film.
La première saison de la série qui compte sept épisodes est mise en ligne le 29 décembre 2021 sur la plateforme Disney+, le septième et dernier épisode étant diffusé le 9 février 2022.

## Synopsis
Après avoir fait équipe avec le Mandalorien Din Djarin pour vaincre Moff Gideon et ses troupes impériales, en l'aidant à remettre Grogu à Luke Skywalker, Boba Fett et Fennec Shand arrivent sur Tatooine à Mos Espa, dans ce qui fut le palais de Jabba le Hutt où règne désormais son ancien majordome, Bib Fortuna. Fennec élimine ses gardes, Fett le tue et s'installe sur le trône. Il va devoir trouver sa légitimité auprès des personnages dirigeants de Tatooine, affronter les jumeaux Hutts, cousins de Jabba, qui réclament le pouvoir et tous ceux qui ne veulent pas de son autorité, et surtout le syndicat des Pykes qui veulent mener leur trafic d'épices sans entraves. Il revit en parallèle son passé sur cette planète, à partir du moment où il tomba dans la gueule du Sarlacc.

## Distribution

### Personnages principaux
- Temuera Morrison (VF : Bruno Dubernat ; VQ : Normand D'Amour) : Boba Fett[2],[3]
- Ming-Na Wen (VF : Diane Dassigny ; VQ : Sofia Blondin) : Fennec Shand[2],[3]
- Pedro Pascal (VF et VQ : Dominique Guillo) : Le Mandalorien / Din Djarin
- Matt Berry (VF et VQ : Laurent Gris) : 8D8
- Jennifer Beals (VF et VQ : Flora Brunier) : Garsa Fwip
- Carey Jones : Krrsantan le Noir

### Personnages secondaires
- David Pasquesi (VF : Éric Aubrahn ; VQ : Jacques Lavallée) : majordome de Mok Shaiz
- Robert Rodriguez (VF et VQ : Nicolas Justamon) : Mok Shaiz, Maire de Mos Espa
- Sophie Thatcher (VF et VQ : Zina Khakhoulia) : Drash (épisodes 3, 6 et 7)
- Jordan Bolger (VF et VQ : Léo Faure) : Skad (épisodes 3, 6 et 7)
- Frank Trigg et Collin Hymes : les gardes gamorréens
- Danny Trejo (VF et VQ : Gunther Germain) : le gardien du rancor (épisode 3)
- Wesley Kimmel : enfant tusken (épisodes 1 à 3)
- Xavier Jimenez : chef de la tribu tusken (épisodes 1 à 3)
- Joanna Bennett : guerrière tusken (épisodes 1 à 3)
- Dawn Dininger : prisonnier rodien (épisode 1)
- Sam Witwer : voix du prisonnier rodien[4] (épisode 1)
- Daniel Logan : Boba Fett enfant (archives de l'épisode II de Star Wars : L'attaque des clones, épisodes 1 et 3)
- Barry Lowin : Garfalaquox (épisode 1 et 4)
- Robert Rodriguez : Dokk Strassi (voix - épisodes 1, 4 et 7)
- Phil LaMarr : le chef Klatooinian / le chef des Pykes (voix - épisodes 3 et 4)
- Stephen Oyoung : Dokk Strassi
- Mandy Kowalski : Camie Marstrap-Loneozner (épisode 2)
- Skyler Bible : Fixer Loneozner (épisode 2)
- Stephen Root (VF et VQ : Gérard Darier) : Lortha Peel, le vendeur d'eau (épisode 3)
- Stephen "Thundercat" Bruner (VF : Sourou Ouadodji) : le cyborg chirurgien (épisodes 4 et 7)
- Amy Sedaris (VF et VQ : Laurence Crouzet) : Peli Motto (épisodes 5 et 7)
- Emily Swallow (VF et VQ : Audrey Sourdive) : l'Armurière, cheffe d'un clan mandalorien (épisode 5)
- Timothy Olyphant (VF et VQ : Stéphane Roux) : Cobb Vanth (épisodes 6 et 7)
- Rosario Dawson (VF et VQ : Olivia Luccioni) : Ahsoka Tano (épisode 6)
- Mark Hamill (VF et VQ : Gauthier Battoue) : Luke Skywalker (épisode 6)
- Corey Burton (VF et VQ : Vincent Violette) : Cad Bane (épisodes 6 et 7)
- W. Earl Brown (VF et VQ : Jacques Bouanich) : barman weequay (épisodes 6 et 7)
- Paul Sun-Hyung Lee (VF et VQ : Eilias Changuel) : Capitaine Carson Teva (épisode 5)

## Production

### Genèse et développement
En février 2013, Robert Iger — alors PDG de Disney — annonce le développement de plusieurs films spin-off indépendants de la saga Star Wars principale. Certaines rumeurs font alors état d'un possible film centré sur le chasseur de primes Boba Fett, déjà présent dans plusieurs longs métrages de la saga. Ce film doit par ailleurs explorer d'autres personnages de chasseurs de primes vus dans L'Empire contre-attaque (1980). Début 2014, Simon Kinberg approche le réalisateur Josh Trank pour faire un film Star Wars. Josh Trank présente alors à Lucasfilm un pitch d'un film sur Boba Fett. Il est officiellement engagé en juin 2014. Le cinéaste devait annoncer le film au public lors de la Star Wars Celebration d'Anaheim en avril 2015 et y révéler également un teaser. Cependant, le projet sera annulé quasiment à la dernière minute lorsque Lucasfilm prend connaissance de la production très mouvementée du précédent film de Josh Trank, Les Quatre Fantastiques (2015). En mai 2015, il est donc annoncé que Josh Trank ne travaille plus sur le film. En août 2017, il est cependant confirmé qu'un film sur Boba Fett est toujours prévu. En mai 2018, James Mangold est envisagé comme réalisateur et scénariste, avec Simon Kinberg en tant que coscénariste et producteur. À la suite des résultats décevants du film Solo: A Star Wars Story (2018), Disney revoit ses projets de films Star Wars. En octobre 2018, le film sur Boba Fett n'avance pas et Lucasfilm donne la priorité à une série Disney+, The Mandalorian,.
En février 2020, Robert Iger déclare que des spin-off de The Mandalorian sont envisagés et qu'il sera possible d'ajouter plus de personnages à la série dans l'intention de leur donner ensuite leur propre série. En mai 2020, Temuera Morrison est annoncé pour camper Boba Fett dans la deuxième saison de The Mandalorian,. L'acteur avait déjà incarné le père de Boba, Jango Fett, dans Star Wars, épisode II : L'Attaque des clones (2002), puis Boba dans divers séries et films de Star Wars. Avant cette apparition dans The Mandalorian, Boba Fett est brièvement apparu dans un épisode de la première saison de la série (Chapitre 5 : Le Mercenaire), aux côtés de Fennec Shand, interprétée par Ming-Na Wen,. Temuera Morrison fait ensuite une brève apparition au début de la seconde saison, Chapitre 9 : Le Marshal, avant d'être réellement présenté dans l'épisode Chapitre 14 : La Tragédie réalisé par Robert Rodriguez.
Le tournage débute fin novembre 2020, à Los Angeles, avant même celui de la 3e saison de The Mandalorian. En raison de la pandémie de Covid-19, des protocoles stricts sont mis en place sur le plateau. En juin, le tournage est confirmé comme terminé.

### Révélation au public
Début novembre 2020, la production de la troisième saison de The Mandalorian — ou d'une série dérivée potentiellement axée sur Boba Fett — est annoncée pour décembre suivant. La série dérivée sur Boba Fett n'avait pourtant pas fait l'objet d'annonces par Kathleen Kennedy (présidente de Lucasfilm) lors de la journée des investisseurs de Disney le 10 décembre. Elle y avait cependant annoncé des spin-off sur les Rangers of the New Republic et sur Ahsoka Tano. Kathleen Kennedy indique que ces séries se situent dans la même chronologie que The Mandalorian et qu'elles aboutiront toutes à un « événement historique culminant ». Elle annonce également que le « prochain chapitre » de cette timeline sera présenté pour la première fois en décembre 2021.
L'épisode final de la seconde saison de The Mandalorian (intitulé Chapitre 16 : Le sauvetage), est diffusé en décembre 2020 et comprend une scène post-générique qui révèle que The Book of Boba Fett (littéralement « le livre de Boba Fett ») arrivera en décembre 2021. Cela provoque une certaine confusion et de nombreuses spéculations parmi les commentateurs. Certains pensent alors qu'il s'agit du sous-titre de la troisième saison de The Mandalorian et que la série sera désormais centrée sur Boba Fett et non sur le Mandalorien Din Djarin. Jon Favreau, créateur et show runner de The Mandalorian, précise finalement que The Book of Boba Fett est une série à part entière et donc distincte de la troisième saison de The Mandalorian. Il explique que ce spin-off n'avait pas été annoncé par Kathleen Kennedy lors de l'événement Disney Investor Day pour ne pas « gâcher la surprise » de l'épisode Chapitre 16 : Le sauvetage. Jon Favreau ajoute que la production de The Book of Boba Fett a déjà débuté. Comme les autres séries dérivées annoncées par Kathleen Kennedy, The Book of Boba Fett s'inscrit dans la chronologie de The Mandalorian.

### Une deuxième saison?
L'acteur de Boba Fett, Temuera Morrison, annonce quelques mois avant la sortie de la série que la création d'une deuxième saison n'est pas encore prévue, mais qu'il se peut qu'après la sortie de la première une seconde soit tournée.

### Fiche technique
- Titre original : The Book of Boba Fett
- Titre français : Le Livre de Boba Fett
- Création : Jon Favreau
- Réalisateurs : Robert Rodriguez, Steph Green, Kevin Tancharoen, Bryce Dallas Howard, Dave Filoni
- Scénariste : Jon Favreau
- Production : Jon Favreau, Dave Filoni, Robert Rodriguez
- Sociétés de production : Disney+
- Pays d'origine : États-Unis
- Diffusion originale : 29 décembre 2021 - en production
- Genre : Action, Aventure, Science-fiction, Dystopie, Space Western, Fantasy
- Classification :
- États-Unis : TV-14 (interdit aux moins de 14 ans, contrôle parental obligatoire)
- France : 12+ sur Disney+

## Épisodes
1. Un étranger en terre hostile (Stranger in a Strange Land)
2. Les Tribus de Tatooine (The Tribes of Tatooine)
3. Les Rues de Mos Espa (The Streets of Mos Espa)
4. La tempête approche (The Gathering Storm)
5. Le Retour du Mandalorien (The Return of Mandalorian)
6. L’Étranger venu du désert (From the Desert Comes a Stranger)
7. Au nom de l’honneur (In The Name of Honor)

## Personnages
- Boba Fett est le clone de Jango Fett, qui l'a conservé auprès de lui et l'a élevé comme son fils au milieu des milliers de soldats clones créés sur la planète Kamino à partir de lui-même et qui vont participer à la guerre des clones[26]. Boba Fett devient à son tour un redoutable chasseur de primes, qui livre notamment Han Solo à Jabba le Hutt dans l'Empire contre-attaque. Mais il disparaît projeté dans la gueule d'un sarlacc. Cette série relate notamment ce qui lui est arrivé ensuite[27].
- Fennec Shand est une mercenaire d'élite et assassin humaine laissée pour morte dans Le Mandalorien. Elle est sauvée par Boba Fett et se met à son service devenant son amie et partenaire.
- Krrsantan le Noir est un chasseur de primes wookiee au pelage noir. Il apparaît dans les comics Star Wars à partir de 2015, puis figure en bras armé des Jumeaux hutts qui réclament le trône de Jabba[28],[29]. Les Jumeaux l'envoient pour assassiner Boba mais les Gardes de ce dernier aidés de Fennec réussissent à le maîtriser et à le capturer. En constatant l'échec de leur Wookiee, les Jumeaux le renient. Ayant le choix entre le tuer ou le laisser partir, Boba le relâche, lui conseillant de ne plus travailler pour des crapules comme les Hutts. Le rencontrant à nouveau, Boba lui propose de travailler pour lui et le Wookiee accepte, devenant l'un de ses alliés.
- Mok Shaiz est un ithorien maire de Mos Espa sur Tatooine[30]. Il est un ennemi de Boba Fett car il offre son territoire au Syndicat des Pykes. Après la Bataille de Mos Espa, il est finalement tué par Fennec Shand dans l'épisode 7 ainsi que les trois chefs du crime pour avoir siégé avec les Pykes.
- Garsa Fwip est une twi'lek, patronne de la taverne Le Sanctuaire à Mos Espa[31]. Elle fait partie des personnes qui reconnaissent l'autorité et la légitimité de Boba. Elle est malheureusement tuée dans l'épisode 6, avec ses servants Twi'lek (une femme et un homme) quand les Pykes font exploser le Sanctuaire.
- Les Jumeaux sont un frère et une sœur hutt, cousins de Jabba[32]. Ils entrent en conflit avec Boba Fett en revendiquant le territoire de Jabba de par leur lien de sang.
- Le Mandalorien de son vrai nom Din Djarin, reprend sa vie de chasseur de primes après le sauvetage de Grogu, emmené par le maître Jedi Luke Skywalker. Il a vaincu moff Gideon, devenant le propriétaire d'une arme particulièrement symbolique pour son peuple, le sabre laser noir. Quand Fennec Shand lui demande son appui pour l'aider, elle et Boba Fett, contre le Syndicat des Pykes, il accepte de se joindre à eux gratuitement.
- Paz Vizsla est un Mandalorien, son ancêtre Tarre Vizsla a créé il y a des millénaires le sabre noir et était le premier Mandalorien admis dans l'ordre Jedi. Il avait aidé Din Djarin à s'échapper de la planète Nevarro (saison 1 de The Mandalorian, épisode 3) mais il veut désormais récupérer le sabre et provoque Din Djarin en duel. Ce dernier a le dessus, mais en avouant qu'il a déjà retiré son casque, il lui est signifié qu'il n'est plus un Mandalorien. Vizsla le traite alors d'apostat.
- Peli Motto tient une « carrosserie » de réparation de vaisseaux spatiaux à Mos Eisley sur Tatooine. Elle a déjà rencontré Din Djarin et Grogu (saisons 1 et 2 de The Mandalorian) et s'est occupée de remettre le Razor Crest en état. Il la retrouve à la recherche d'un nouveau vaisseau, elle lui livre un vieux chasseur issu de la planète Naboo qu'ils réparent et modifient ensemble. Elle participera à la Bataille de Mos Espa contre le Syndicat des Pykes et survivra.
- L'Armurière est apparue dans The Mandalorian où elle a forgé l'armure en beskar de Din Djarin. Elle est la cheffe d'un clan mandalorien. En apprenant que Mando a dans un passé récent retiré son casque, elle lui annonce qu'il n'est plus membre de son clan.
- Luke Skywalker est un Jedi qui a vaincu l'empereur Palpatine, ramenant son père Anakin Skywalker, alias Dark Vador, du côté lumineux de la Force au moment de son décès. Il prépare désormais son académie Jedi sur une planète forestière, et Grogu qu'il entraîne, doit devenir son premier apprenti.
- Cobb Vanth est le marshall de Mos Pelgo. Il possédait l'armure de Boba Fett mais l'avait rendue au Mandalorien. Ce dernier vient le trouver pour que lui et les habitants de son territoire se joignent à eux dans la bataille contre le syndicat des Pykes. Il est gravement blessé par Cad Bane dans l'épisode 6, mais sera revu dans l'épisode 7 dans la cuve de bacta de Boba en train d'être soigné.
- Ahsoka Tano est une Jedi de l'espèce togruta qui fut la padawan d'Anakin Skywalker et qui est l'alliée de son fils Luke.
- Grogu est un enfant âgé de 50 ans de l'espèce de Yoda. Il a été sauvé par le Mandalorien qui l'a remis à Luke Skywalker ; il devient son padawan et potentiellement le premier élève de son académie Jedi. Il revient pour aider le Mandalorien et Boba contre le Syndicat des Pykes.
- Cad Bane est l'un des chasseurs de primes les plus dangereux et efficaces de la Galaxie. Il a notamment travaillé pour les séparatistes durant la guerre des clones ainsi que pour le Cartel hutt. Durant l'avènement de l'Empire, il a traqué le Bad Batch. Après la chute de l'Empire, il travaille pour le Syndicat des Pykes. Il est finalement tué dans l'épisode 7 par Boba Fett durant la Bataille de Mos Espa.
- Dokk Strassi est l'un des trois chefs du crime de Tatooine. Il est un ancien capitaine de Jabba. Il dirige la famille Trandoshan. Au départ il « rendra hommage » à Boba Fett après que ce dernier se soit emparé du trône de Jabba. Puis lorsque le Syndicat des Pykes débarquera sur Tatooine, il refusera de prendre part au conflit. Boba lui fera jurer ainsi qu'aux deux autres leaders de rester neutres pendant qu'il s'occupe des Pykes. Mais Dokk Strassi et les autres leaders trahissent Boba et rejoignent Mok Shaiz et les Pykes pour se débarrasser de lui. Mais après la défaite des Pykes, il est tué avec les deux autres leaders et Mok Shaiz dans l'épisode 7 par Fennec Shand.
- Garfalaquox est l'un des trois chefs du crime de Tatooine. Il est un ancien capitaine de Jabba. Il dirige la famille Aqualish. Au départ il rendra hommage à Boba Fett après que ce dernier se soit emparé du trône de Jabba. Puis lorsque le Syndicat des Pykes débarquera sur Tatooine, il refusera de prendre part au conflit. Boba lui fera jurer ainsi qu'aux deux autres leaders de rester neutres pendant qu'il s'occupe des Pykes. Mais Garfalaquox et les autres leaders trahissent Boba et rejoignent Mok Shaiz et les Pykes pour se débarrasser de lui. Mais après la défaite des Pykes, il est tué avec les deux autres leaders et Mok Shaiz dans l'épisode 7 par Fennec Shand.
- Chef Klatooinien non identifié est l'un des trois chefs du crime de Tatooine. Il est un ancien capitaine de Jabba. Il dirige la famille Klatooinien. Au départ il « rendra hommage » à Boba Fett après que ce dernier se soit emparé du trône de Jabba. Puis lorsque le Syndicat des Pykes débarquera sur Tatooine, il refusera de prendre part au conflit. Boba lui fera jurer ainsi qu'aux deux autres leaders de rester neutres pendant qu'il s'occupe des Pykes. Mais le chef Klatooinian et les autres leaders trahissent Boba et rejoignent Mok Shaiz et les Pykes pour se débarrasser de lui. Mais après la défaite des Pykes, il est tué avec les deux autres leaders et Mok Shaiz dans l'épisode 7 par Fennec Shand.
- Chef Pyke non identifié est le chef des Pykes chargé des opérations sur Tatooine. C'est lui qui est à l'origine du massacre de la tribu des Hommes des sables ayant recueilli Boba après sa survie face au Sarlaac. Il reviendra avec son armée pour s'emparer de Mos Espa avec la complicité de Mok Shaiz, des trois chefs du crime qui contrôlent la ville et de Cad Bane. Après la défaite de ses troupes, il est tué dans l'épisode 7 par Fennec Shand avec Mok Shaiz et les trois chefs du crime.

## Diffusion
La série est diffusée sur Disney+ à partir du 29 décembre 2021, avant la troisième saison de The Mandalorian, qui devrait lui succéder .
Elle a connu un succès mitigé. Si la série a su réunir une certaine audience (son épisode final aurait été plus visionné que celui de la saison 2 de The Mandalorian), elle aura été reçue tièdement par une partie des spectateurs et des critiques. Ainsi, si la première saison de The Mandalorian avait enregistré une moyenne spectateur de 92 % sur le site RottenTomatoes, celle du Livre de Boba Fett n'aura engendré qu'une moyenne de 60 %.